# Magyar Optikai Művek Ságvári Endre Szocialista Brigádja
A Magyar Optikai Művek Ságvári Endre Szocialista Brigádja (röviden MOM Ságvári brigádja vagy Ságvári Endre szocialista brigád) 15 optikusból és optikaiüveg-csiszolóból álló munkaközösség. A budapesti Magyar Optikai Művek optikai gyáregységének – 1961-ig a Gamma Optikai Művek és az Optikai Kutató Laboratórium optikai kutató részlegének – dolgozói lencsék, prizmák, optikák készítésével, csiszolásával foglalkoztak. 1978-ban – a sókristály alapú hőmérséklet-megfigyelő optikai rendszer (színanalizátor) gyártástechnológiájának kidolgozását követően – megkapták a Magyar Népköztársaság Állami Díját, az indoklás szerint a „korszerű eljárások bevezetéséért, a termelőmunkában kifejtett kimagasló teljesítményeikért”. A brigád 1972 és 1984 között számos további díjban részesült.

## A brigád tagjai
A Ságvári Endréről elnevezett brigád tagja volt:
- Antal Imréné (Haász Borbála, 1946) optikus
- Bíró Róbert (1942) optikus (Kiváló Dolgozó, 1968; Honvédelmi Emlékérem, 1979, 1984)
- Csóli Miklósné (Keszler Katalin, 1937) optikus (Kiváló Dolgozó, 1976, 1983)
- Dänler György (1951) optikus (Szakma Ifjú Mestere, kétszer;[1] Kiváló Dolgozó, 1977)
- Duba Győző (1939) optikus, 1963 és 1969 között brigádvezető (Kiváló Dolgozó, 1967, 1972, 1979; Haza Szolgálatáért Érdemérem ezüst fokozat, 1983; Honvédelmi Emlékérem, 1983)
- Első József (1922) optikaiüveg-csiszoló (Kiváló Dolgozó, 1976, 1980)
- Erdélyi Béla (1919) optikaiüveg-csiszoló
- Gyulai András (1934) optikus (Kiváló Dolgozó, 1966, 1969, 1971, 1983; Honvédelmi Emlékérem, 1970, 1975, 1980)
- Horváth Andor (1942) optikus (Kiváló Dolgozó, 1969, 1970, 1982)
- Horváth György (1951) optikus (Szakma Ifjú Mestere[1])
- Kovács István (1942) optikus (Kiváló Dolgozó, 1968, 1971, 1976, 1981, 1983; Munkásőr Szolgálati Érdemérem bronz fokozat, 1977, ezüst fokozat, 1982)
- Major László (1944) optikus, 1969-től brigádvezető (Gépipar Kiváló Dolgozója, 1969; Kiváló Dolgozó, 1970, 1972; Munka Érdemrend bronz fokozat, 1977, arany fokozat, 1983)
- Mayer Károly (1927) optikus (Honvédelmi Emlékérem, 1976)
- Sipos János (1939–1980) optikus
- Zachán István (1941) optikus (Kiváló Dolgozó, 1965, 1969, 1975, 1984)

## A brigád története
A Ságvári Endre szocialista brigád a Magyar Optikai Művek első munkásbrigádja volt, 1963-ban alapították. Alapító tagja és első brigádvezetője 1969-ig Duba Győző volt. Duba 1978-as nyilatkozata szerint 1963 és 1969 között „öten elvégeztük a középiskolát, de hárman fizikai dolgozók maradtunk. Az alapításkor 25 év körüliek voltunk, most már [1978-ban] három csoportvezető tagunk az üzemrész gazdasági irányítója, tizenhatunknak van választott társadalmi funkciója, ami által a vállalat irányításában is részt veszünk.”
1969-től Major László vezette a brigádot, miután Duba az éjszakai műszakba került. Major szerint „egyszerű kimondani, hogy öten középiskolát végeztünk, de úgy kellett megszerveznünk a három műszakot, hogy a gép ne álljon. Sokszor este tízkor hazamentünk, és reggel hatra jöttünk, hogy a másik iskolába tudjon menni.”
Kovács István másodállásban a Budapesti Műszaki Egyetemen prizmákat csiszolt olyan kísérleti berendezésekhez, melyeket később a Magyar Optikai Művekben gyártottak.
Az 1970-es évek második felében kidolgozták a sókristály alapú hőmérséklet-megfigyelő optikai rendszer (színanalizátor) gyártástechnológiáját. Az így gyártott műszer alkalmas volt a magas hőmérsékletű üzemekben (például kohókban) az olvasztott vas hőmérsékletének megállapítására, ezzel csökkenteni tudták a gyártási selejt számát.
A brigád az alábbi díjakat kapta:
- Vállalat Kiváló Brigádja, 1972, 1974, 1976, 1981, 1982
- Szakma Kiváló Brigádja, 1975
- Kongresszusi Oklevél, 1975
- Magyar Népköztársaság Állami Díja, 1978
- Kongresszusi Zászló, 1984